# Jeroni de Cabanyelles i Gallac
Jeroni de Cabanyelles i Gallac (mort el 1550) fou Governador general de València entre 1524 i 1550 i ambaixador, senyor de Benissanó, Alginet i Bolbait i comanador de Sant Jaume.
Fill del governador de València Lluís de Cabanyelles i de Vila-rasa, fou ambaixador de Ferran el Catòlic amb Lluís XII de França entre 1509 i 1512 per a les qüestions italianes, i a la mort del seu germà Lluís de Cabanyelles i Gallac el 17 de gener del 1524 fou nomenat Governador general de València. Fou conseller de guerra i d'estat de l'emperador Carles i capità de la seva guàrdia. El 1535 acompanyà Carles V a la Jornada de Tunis. A la seva mort el succeí el seu fill Jeroni com a governador.